# Кіождянка (комуна)
Кіождянка (рум. Chiojdeanca) — комуна у повіті Прахова в Румунії. До складу комуни входять такі села (дані про населення за 2002 рік):
- Кіождянка (704 особи) — адміністративний центр комуни
- Нучет (413 осіб)
- Трену (695 осіб)

Комуна розташована на відстані 81 км на північ від Бухареста, 30 км на північний схід від Плоєшті, 140 км на захід від Галаца, 75 км на південний схід від Брашова.

## Населення
За даними перепису населення 2002 року у комуні проживали 1812 осіб, усі — румуни. Усі жителі комуни рідною мовою назвали румунську.
Склад населення комуни за віросповіданням:
| Релігія       | Кількість осіб | Відсоток |
| ------------- | -------------- | -------- |
| православні   | 1810           | 99,9%    |
| п'ятдесятники | 2              | 0,1%     |